# Sinomegoura rhododendri
Sinomegoura rhododendri är en insektsart. Sinomegoura rhododendri ingår i släktet Sinomegoura och familjen långrörsbladlöss. Inga underarter finns listade i Catalogue of Life.